# الجمعية الثقافية الجاحظية
الجمعية الثقافية الجاحظية جمعية جزائرية تأسست في 1989 وهي دار نشر جزائرية هدفها خدمة وترقية الثقافة بجميع الوسائل شعارها: لا إكراه في الرأي.
أسسها وترأسها الروائي الجزائري الطاهر وطار إلى غاية وفاته في 2010.
بعد وفاة الطاهر وطار ثم خلفه على رأس الجمعية، محمد تين، وبسبب شح الموارد المالية والخلافات بين الأعضاء توقفت الجمعية عن النشاط لمدة أربع سنوات منذ 2019 إلى غاية نهاية 2023.

## وصلات خارجية
- موقع الجمعية على الإنترنت
- موقع النادي الجهوي لولاية البويرة للجمعية الثقافية الجاحظية على الأنترنت